# Christen Thaarup
Christen Thaarup, född den 15 augusti 1795 i Köpenhamn, död där den 6 april 1849, var en dansk litteratör, son till Frederik Thaarup.
Thaarup var 1827-39 adjunkt vid Helsingörs lärda skola. Han utgav Christian Falsters satirer og levnet (1840) och sin ungdomsvän Poul Martin Møllers "Efterladte skrifter". III (1843, innehållande "En dansk students eventyr", som Thaarup själv räddade åt litteraturen) samt förberedde F.L. Liebenbergs upplaga av "Johannes Ewalds samlede skrifter" (8 band, 1850-55). Slutligen författade han en levnadsteckning över P.A. Heiberg, som utkom först 1860 (2:a upplagan 1883).